# Goldanlu
Goldanlu (perski: گلدانلو) – wieś w Iranie, w ostanie Azerbejdżan Zachodni. W 2006 roku liczyła 181 mieszkańców w 59 rodzinach.